# Cautleya gracilis
Cautleya gracilis är en enhjärtbladig växtart som först beskrevs av James Edward Smith, och fick sitt nu gällande namn av James Edgar Dandy. Cautleya gracilis ingår i släktet Cautleya och familjen Zingiberaceae.

## Underarter
Arten delas in i följande underarter:
- C. g. robusta
- C. g. gracilis